# Gian Piero Gasperini
Gian Piero Gasperini (ur. 26 stycznia 1958) – włoski piłkarz i trener piłkarski. Przez wiele lat prowadził zespół Atalanta BC. Od 6 czerwca 2025 trener AS Roma.

## Kariera piłkarska
Karierę zawodniczą rozpoczynał w Juventusie. Po sezonie 1976/1977 Gasperini został wypożyczony do Reggiany, gdzie zadebiutował w rozgrywkach ligowych. Wystąpił tam łącznie w 16 spotkaniach. Po powrocie do Turynu, został sprzedany do US Palermo. Stał się podstawowym zawodnikiem tej drużyny i do 1983 roku rozegrał dla niej 128 spotkań, strzelając 11 bramek. W sezonie 1983/1984 Włoch był graczem Cavese, dla którego rozegrał 34 spotkania i strzelił 2 bramki, a w następnym grał dla Pistoiese. Wystąpił tam również w 34 meczach, strzelił natomiast cztery gole. W 1985 roku Gasperiniego kupił zespół Pescara Calcio. Gian Piero występował w barwach tego klubu przez pięć lat, zaliczając 160 oficjalnych meczów i 21 bramek. Pod koniec swojej kariery (do 1993) grał jeszcze w Salernitanie Calcio oraz Vis Pesaro.

## Kariera trenerska
Od 1994 roku Gasperini pracował jako szkoleniowiec młodzieżowej drużyny Juventusu. Pracował tam do 2003, po czym został trenerem FC Crotone.
Od 2006 do 2010 był trenerem klubu Genoa CFC. W czerwcu 2011 roku, zastąpił Leonardo na ławce trenerskiej Interu Mediolan. Poprowadził klub w pięciu meczach i po słabych wynikach (nie odnosząc żadnej wygranej), został zwolniony we wrześniu 2011 roku. W latach 2013–2016 ponownie prowadził Genoę CFC.
W czerwcu 2016 roku został trenerem Atalanty Bergamo, którą w ciągu kilku lat, udało mu się uczynić jedną z czołowych włoskich drużyn. W pierwszym sezonie doprowadził drużynę do szóstego miejsca w ligowej tabeli, przywracając Orobici do rozgrywek europejskich po 26 latach przerwy. W trakcie sezonu 2018/19, Atalanta zakończyła sezon ligowy na trzecim miejscu, co przełożyło się na pierwszy w historii awans do Ligi Mistrzów. Ponadto klub dotarł do finału Pucharu Włoch, gdzie przegrał z Lazio (0-2). W kolejnym sezonie, Gasperini, po raz drugi z rzędu, doprowadził klub do trzeciego miejsca w ligowej tabeli.
Od 6 czerwca 2025 jest trenerem zespołu AS Roma.

## Sukcesy

### Klubowe
- Finał Pucharu Włoch: 2019
- Finał Pucharu Włoch: 2021
- Liga Europy: 2024

### Indywidualne
- Trener roku Serie A: 2019, 2020